# 長治交流道
22°41′47″N 120°33′19″E / 22.696368°N 120.555372°E
長治交流道為臺灣國道三號（福爾摩沙高速公路）的交流道，位於屏東縣長治鄉，指標為400k。
此交流道南北雙向匝道與高速公路主線平行，2005年時速限為每小時60公里，上坡最大縱坡度為+3.61%，下坡為-3.76%。
聯絡公路省道台24線向西通往屏東市，向東通往鹽埔鄉、瑪家鄉、三地門鄉。國道3號自九如鄉到麟洛鄉皆環繞屏東市郊前進，九如交流道、此交流道、麟洛交流道的聯絡道路也均由屏東市放射而出。
2005年時交流道附近有許多檳榔、椰子熱帶果園。